# دیلمیسن
دیلمیسن (به آلمانی: Dielmissen) یک شهر در آلمان است که در Holzminden واقع شده‌است. دیلمیسن ۸۴۱ نفر جمعیت دارد.